# تاكاشي هيراتا
تاكاشي هيراتا هو مصارع رياضي ياباني، ولد في 1936 في طوكيو في اليابان.

## وصلات خارجية
- تاكاشي هيراتا على موقع قاعدة بيانات المصارعة الدولية (الإنجليزية)
- تاكاشي هيراتا على موقع أوليمبيديا (الإنجليزية)